# Islam-Landkarte
Die Islam-Landkarte ist ein seit 2012 bestehendes kontroverses Forschungsprojekt der Universität Wien. Es befindet sich im Verantwortungsbereich des Instituts für Islamisch-theologische Studien und wird vom islamischen Religionspädagogen Ednan Aslan geleitet. Ziel ist laut Eigenangaben die „Datenerfassung und wissenschaftliche Analyse islamischer Kultusgemeinden, Moscheeinrichtungen, Moscheegemeinden, Fachvereine und weitere Einrichtungen“ in Österreich.
Das Forschungsprojekt löste unter der Bundesregierung Kurz II eine größere Kontroverse aus und geriet 2021 auch in den Fokus internationaler Medien. Nach scharfer Kritik kam es auch zu Klagen, die in der weiteren Folge in einen Rechtsstreit zwischen der verantwortlichen Universität Wien und der Muslimischen Jugend Österreichs (MJÖ) mündete. 2024 entschied das österreichische Bundesverwaltungsgericht (BVwG) aus Datenschutzgründen im Sinne der Kläger, wobei damit aus der Sicht der Universität das Recht auf Freiheit der Wissenschaft und Meinungsäußerung verletzt werde, weshalb das Verfahren in die nächste Instanz geht.

## Hintergrund und Ziele
Laut der Projektbeschreibung liegt ein Ziel, in der „systematische Erfassung und Darstellung der islamischen Organisationen in Österreich“. Die Ausarbeitung und Zuständigkeit liegt beim Institut für Islamisch-theologische Studien der Universität Wien. Die Karte solle einen Überblick über „die gegenwärtige islamische Vereinslandschaft“ geben, wobei die „die jeweilige inhaltliche Ausrichtung der großen Dachverbände, die geografische Lage sowie Kurzbeschreibungen der mitgliederstärksten Vereine sowie deren Vernetzung mit den Dachverbänden abgerufen werden könne“. Die Daten werden laut Eigenangaben laufend aktualisiert. Projektleiter Aslan erklärte nach dem Start 2012, dass man mit dem Forschungsprojekt die Islam-Debatte versachlichen und die Bevölkerung über eine offene Diskussion informieren wolle. Er kritisierte bei mehreren Organisationen auch die Rolle ausländischer Akteure und ihrer Einflussnahme, wie durch die Millî-Görüş-Bewegung, was mit dem Projekt ebenso aufgezeigt werden sollte. Die Islam-Landkarte wurde im Rahmen des von der Europäischen Union und vom Innenministerium kofinanzierten Projektes „Imame in Österreich“ erarbeitet und erfasste zu Beginn 400 Vereine. 2025 wurde das Projekt mit der Video-Reihe „Hey Imam!“ erweitert, wo man über Dokumentationen, Interviews und Beiträge „Einblicke in das muslimische Leben und die vielfältigen Perspektiven der islamischen Gemeinschaft in Österreich“ geben will. Es handelt sich um eine visuelle Ergänzung zur Landkarte.

## Kontroverse 2021
Die zuständige Integrationsministerin Susanne Raab von der ÖVP präsentierte am 27. Mai 2021 eine Neuauflage der Islam-Landkarte der Universität Wien. Die aktualisierte Karte solle eine verbesserte Übersicht geben. Bei der Pressekonferenz wurde auch bekanntgegeben, dass die Dokumentationsstelle Politischer Islam die Überarbeitung unterstützt habe, wobei 623 islamische Einrichtung erfasst wurden. Weiters hat die Dokumentationsstelle ab 2021 zwei Stellen für Universitätsassistenten bei Aslan an der Universität finanziert. Die abgebildeten Informationen seien laut Raab auch für Behörden relevant, etwa für Entscheidungen darüber, wer ein Partner für die Integration sein könne oder wer Fördergeld beziehen könne. Projektleiter Aslan erklärte, dass es darum gehe, die muslimischen Organisationen aus „einer Isolation“ zu befreien, sie in die Mitte der Gesellschaft zu bringen und damit Selbstreflexion zu ermöglichen. Kritik gab es bereits beim Projektstart 2012, nach der Präsentation kam jedoch massive Kritik von mehreren Seiten, unter anderem von der betroffenen Islamische Glaubensgemeinschaft in Österreich.
In der 2021 präsentierten Version wurde das Afro-Asiatische Institut als „Hort des Islamismus“ dargestellt. Später wurde diese Information ohne einen Verweis auf die Richtigstellung entfernt. Bei einer bosnischen Moschee in Salzburg wurde ein Foto von Erdogan bei einer Eröffnung einer Moschee in Bosnien gezeigt und im Begleittext vor dem türkischen Einfluss in Bosnien gewarnt, wobei es keine Verbindung zu dieser Moschee in Salzburg gab. Zudem befinden sich auf der Karte Vereine, die seit Jahren nicht mehr existieren oder ein arabischer Kulturverein, in dem arabische Christen Mitglieder sind. Im Jugendkultursender FM4 des ORF wurde die „vermeintlich neutrale Darstellung als Landkarte“ als „perfide“ und „schlampiges Forschungsprojekt“ charakterisiert, da diese ein Bild von Österreich schaffe, das von Moscheen, islamischen Vereinen und ausländischem Einfluss durchdrungen sei.

### Kritik von Wissenschaftlern
Der Islamwissenschaftler Rüdiger Lohlker (Universität Wien) sagt zur Islam-Landkarte: 
„Die Problematik dieser Landkarte ist vielfältig. Ich nenne einige Punkte: Erstens hat sie keinen Erkenntniswert und hatte diesen auch bei der ersten Auflage nicht. Deshalb wurde sie wissenschaftlich nicht beachtet. Zweitens ist sie handwerklich schlecht gemacht.  […] Fünftens finden sich selbst bei einem flüchtigen Durchgang mehrere Lücken und Fehler. Das ist nur ein kleiner Auszug aus dem Problemkatalog. […] Nicht jedes Produkt von Menschen im Wissenschaftsbetrieb ist Wissenschaft. Diese Landkarte ist nur als Objekt von Untersuchungen über wissenschaftliche Fehlleistungen von wissenschaftlichem Interesse.“
Kritik äußerte auch der Islamwissenschaftler Reinhard Schulze (Universität Bern): 
„Die Karte kann nicht ansatzweise den deklarierten Zweck erfüllen, Auskunft über die innerösterreichische Diversität der islamischen Religionsgemeinschaft zu geben. […] Auch religionssoziologisch ist eine solche Kartierung eher problematisch. Die Karte kann keine Auskunft darüber geben, wie die soziale Reichweite der Institutionen aussieht, wie ihre Beziehung zur lokalen Kultgemeinde gestaltet ist und welche Funktionen die erfasste Institution in der Kultgemeinde ausübt. In der Öffentlichkeit wird dann schnell eine Gemeinde mit der Trägergruppe gleichgesetzt, obwohl man weiss, dass muslimische Kultgemeinden vor Ort niemals mit dem Charakter der Institutionen, die eine Moschee «trägt», gleichgesetzt werden kann und darf. Damit wird unterstellt, dass Moscheen der politische Ort eines islamischen Extremismus seien. […] Allein die Vorstellung, man würde die jüdischen Gemeinden durch ein Verzeichnis der jüdischen Gemeindeorganisationen und Synagogen in einer Landkarte abzubilden suchen, lässt einen erschauern.“
Der Soziologe Marc Helbling von der Universität Münster bezeichnete die Landkarte aufgrund der geringen Information als „wenig nützlich“, Adressen alleine hätte keinen wissenschaftlichen Wert. Er kritisiert, dass alle Strömungen des Islam vermengt und vermischt werden und so schnell eine Generalverdacht entstehen könne.
Für den Politikwissenschaftler Cengiz Günay, Direktor des Österreichischen Instituts für Internationale Politik stellte sich die Frage nach welchen Kriterien vorgegangen wurde und, ob die vorgenommenen Kategorisierungen überhaupt stimmten. Zudem trage die Karte zur Stigmatisierung bei: „Wenn man das schon von politischer Seite bei der Präsentation extra noch betonen muss, dass es kein Generalverdacht ist, dann ist meiner Meinung nach schon von Anfang an etwas schiefgelaufen“
Die Politikwissenschaftlerin und stellvertretende Sprecherin des Forschungszentrums Religion und Transformation, Sieglinde Rosenberger (Universität Wien), kritisiert die Islamlandkarte als empirisch unzureichend und konzeptionell unscharf. Es fehle eine klare Differenzierung zwischen Organisationen mit und ohne Nähe zum politischen Islam sowie geeignete analytische Werkzeuge, um ideologische und praktische Positionierungen einzuordnen. Dadurch entstehe kein nachvollziehbarer Erkenntnisgewinn zur Auseinandersetzung mit extremistischen Ideologien, sondern eine pauschale Generalisierung, die sachliche Diskussionen erschwere und den Vorwurf des Generalverdachts nähre. Zudem thematisiert Rosenberger die wissenschaftliche Verantwortung: Die Islamlandkarte genüge weder methodischen Standards noch sei ersichtlich, ob sie einem wissenschaftlichen Prüfverfahren unterzogen wurde. Ihre Präsentation erfolgte ausschließlich im parteipolitischen Rahmen einer Pressekonferenz der ÖVP-Integrationsministerin, was angesichts der restriktiven Integrationspolitik gegenüber muslimischen Gemeinschaften von Rosenberger kritisch bewertet wird.
Der Rechtswissenschaftler Stefan Schima (Universität Wien) merkte an, dass auf der Karte Hinweise zu einer Person zu finden seien, der eine Spionagetätigkeit vorgeworfen wurde: „Landkarten sollten ein Hort der Tatsachen sein, bloße Vermutungen sollten auf ihnen – wenn überhaupt – nur selten Platz haben.“ Zudem sei fraglich, ob eine solche Karte dem Ziel, den Politischen Islam zu bekämpfen, tatsächlich dienen könne. Auch merkte er an, dass Einrichtungen der Islamischen Gemeinschaft in Österreich wie alle anderen gesetzlich anerkannte Religionsgemeinschaften vom Beobachtungsbereich der Bundessektenstelle ausgeschlossen ist, diese stattdessen aber auf der Islam-Landkarte vermerkt seien. Das führe zu gleichheitsrechtlichen Bedenken.
Bernhard Lauxmann, Privatdozent für Praktische Theologie an der Universität Wien, bezeichnete die Landkarte als Teil einer perfiden Policy, die einer offen islamfeindlichen Wählerschaft diene. Zugleich sei sie eine Warnung und Drohung an die Muslime in Österreich: „Lange galt es als europäischer Zivilisationserfolg, dass der Staat nicht mehr über religiöse Wahrheiten befindet [...] - nun vergibt die Regierung vermittelt über eine Dokumentationsstelle erneut religiöse Haltungsnoten: Man entscheidet staatlicherseits wieder über gute, weniger gute und schlechte Religion (Veröffentlichung der Privatadressen der Beurteilten inklusive).“

### Politische Reaktionen
Die Integrationssprecherin der Grünen Faika El-Nagashi kritisierte die Karte: „Muslimische Einrichtungen werden vorweg mit islamistischen vermischt, medial wird von hunderten Organisationen auf einer staatlichen Watchlist gesprochen. Die Stigmatisierung der muslimischen Communities durch diese Liste ist massiv und aus unserer Sicht nicht dazu geeignet, zu einem besseren Zusammenleben beizutragen.“ Die ÖVP lobte das Projekt ihrer Ministerin. Sebastian Kurz erklärte, dass das Projekt Transparenz bringe, und diese solle und werde einen Beitrag zum positiven Miteinander leisten. Die NEOS sahen in der Präsentation ein Ablenkungsmanöver zu Ermittlungen gegen Kurz. Die FPÖ sah sich in ihren Warnungen vor den Gefahren der „überschießenden und zum überwiegenden Teil illegal stattfindenden Migration aus dem islamischen Kulturkreis“ bestätigt. Scharfe Kritik kam aus der SPÖ von Aslihan Bozatemur, Safak Akcay und Omar Al-Rawi, diese erklärten, dass damit Muslime zur Zielscheibe feindlicher Attacken und alle in Österreich lebenden Muslime unter Generalverdacht werden würden.

### Kritik von Religionsvertretern, NGOs und Medienvertretern
Der IGGÖ-Präsident Ümit Vural bezeichnete die das Projekt der Universität Wien als „massives Sicherheitsrisiko“ für Muslime. Die MJÖ erklärte: „Die Veröffentlichung sämtlicher Namen, Funktionen und Adressen von muslimischen und als muslimisch gelesenen Einrichtungen stellt eine nie dagewesene Grenzüberschreitung dar“, und kündigte juristische Schritte an. Die JöH kritisierten die Karte scharf: Muslime müssten sich „beobachtet und unter Generalverdacht gestellt fühlen und sich gleichzeitig fürchten, weil Standorte muslimischer Einrichtungen für die Öffentlichkeit exposed werden … Das ist Diskriminierung per Handbuch.“
Kardinal Christoph Schönborn von der Katholischen Kirche in Österreich sorgte sich um den Religionsfrieden, weil eine Religion „herausgepickt“ werde und schlug stattdessen einen allgemeinen Religionsatlas vor. Bischof Michael Chalupka von der Evangelischen Kirche forderte, die Karte „schnell wieder vom Netz“ zu nehmen.
Die Datenschutz-NGO NOYB kritisierte erhebliche technische und datenschutzrechtliche Mängel, die Islam-Landkarte verstoße u. a. gegen die gesetzlich festgelegte Informationspflicht. Bereits beim Aufruf der Webseite würden Daten in die USA an Amazon und Facebook übertragen. Auf der Karte wurden auch zahlreiche Privatadressen angeführt, darunter die Wohnadresse der Schwester des Wiener Stadtentwicklungssprechers Al-Rawi von der SPÖ, die keine Funktion bekleidet. Der Europarats-Beauftragter gegen religiöse Intoleranz und Hassverbrechen, Daniel Höltgen bezeichnet die Islam-Landkarte als „muslimfeindlich und potenziell kontraproduktiv“ und empfahl deren Zurückziehung. Die Antidiskriminierungsstelle Steiermark veröffentlichte am 31. August 2021 eine umfangreiche Stellungnahme, in der sie die Verknüpfung sensibler Daten wie Nationalität, Ethnizität, Kultur und Religion kritisiert, vor der Stigmatisierung von Minderheiten durch einen Generalverdacht und der Gefährdung von Personen und Organisation durch Veröffentlichung von teilweise privaten Adressen und Telefonnummern warnt.
Die NGO League of Ordinary People Austria kündigte im Juli 2021 an, mit einer sogenannten „PolitikerInnen-Landkarte“ die Haupt- und Nebenwohnsitze der Regierungsmitglieder der Bundesregierung Kurz II sowie der 97 Abgeordneten von ÖVP und Grünen zu veröffentlichen. Laut Ankündigung solle durch die Veröffentlichung politischer Wohnsitze „Transparenz geschaffen“ und die Grenze zwischen öffentlichem Dienst und möglicher politischer Korruption, Hetze oder antidemokratischen Ideen verdeutlicht werden. Die Organisatoren betonen, sie wollten nicht sämtliche Abgeordneten unter Generalverdacht stellen, warnen jedoch vor „gefährlichen Tendenzen“ in den Regierungsparteien. Die Karte solle auch Justizbehörden als Hilfe im Kampf gegen Korruption und Freunderlwirtschaft dienen.
Im Standard schrieb der Journalist Hans Rauscher: „Es läuft immer auf eine Konfrontation und auf Inszenierung hinaus. Teilweise naive muslimische Gelehrte machen da mit.“

### Weitere Reaktionen
Heinz Engl, der Rektor der Universität Wien, distanzierte sich von der Karte, „insbesondere vom ‚Impressum‘, in dem zur Meldung von ‚Informationen zu einzelnen Vereinen oder Moscheen‘ aufgefordert wird“, und untersagte die Verwendung des Logos der Universität.
Eine Folge der Diskussion war, dass Unbekannte, vermutlich aus der rechtsextremen Szene, vor Moscheen und anderen islamischen Einrichtungen selbst gebaute Warnschilder aus Pappkarton mit Verweis auf die Homepage der Islam-Landkarte aufstellten. Die Polizei entfernte Tafeln, außerdem kam es zu Ermittlungen des Landesamts für Verfassungsschutz und Terrorismusbekämpfung (LVT). Es kam unter anderem auch zu Drohungen gegen Projektleiter Aslan.

## Gerichtsverfahren und Entscheidungen

### Datenschutzbehörde
Die Datenschutzbehörde hat am 9. Februar 2022 eine Beschwerde der Muslimischen Jugend Österreich abgewiesen. Die Veröffentlichung von Standorten und Informationen über islamische Vereine und Moscheen auf der Islam-Landkarte der Universität Wien habe nicht das Recht auf Geheimhaltung oder das Recht auf Information der MJÖ verletzt. Wissenschafts- und Meinungsfreiheit würden in diesem Fall schwerer als die Geheimhaltung personenbezogener Daten wiegen. Die Dokumentationsstelle Politischer Islam betonte in einer Reaktion, jegliche datenschutzrechtlichen Anliegen bei der Mitarbeit stets wahrgenommen zu haben. Das Rektorat der Uni sah sich laut APA-Anfrage bestätigt, datenschutzkonform gehandelt zu haben.

### Bundesverwaltungsgericht
2024 hob das Bundesverwaltungsgericht (BVwG) diese Entscheidung der Datenschutzbehörde auf und gab der Muslimischen Jugend Österreich sowie weiterer Beschwerdeführer teilweise Recht. Die Veröffentlichung der genauen Adressen, Hausnummern und Daten aus dem Zentralen Melderegister verstoßen demnach gegen das Recht auf Privatsphäre. Sowohl die Datenschutzbehörde als auch die Universität Wien haben gegen diese Entscheidung Beschwerde eingelegt.

### Verfassungsgerichtshof
Im Dezember 2024 lehnte der Verfassungsgerichtshof die Beschwerde ab, da diese keine hinreichende Aussicht auf Erfolg habe und bestätigte die Entscheidung des Bundesverwaltungsgerichts, wonach das Forschungsprojekt der Universität Wien teilweise nicht rechtens war. Gleichzeitig trat der Verfassungsgerichtshof die Beschwerde an den Verwaltungsgerichtshof ab.
Den letzten Rechtsspruch des Verwaltungsgerichtshofs schätzen beide Seiten laut einem Standardbericht vom Jänner 2025 recht unterschiedlich ein. Erst der VwGH-Spruch werde „die endgültige Rechtslage klären“, sagt Cornelia Blum, Sprecherin der Universität Wien. Ausständig sei die „Gewichtung zwischen Datenschutz und wissenschaftlicher Freiheit“. Das sei generell wichtig, denn in Sachen Datenschutz sei Österreich weit strikter als andere vergleichbare Länder. Die heimische Forschung könne das hemmen. MJÖ-Anwältin Maria Windhager sieht dies anders, da die Abwägung zwischen dem Schutz der Daten und der verfassungsrechtlich geschützten Freiheit der Wissenschaft im vorliegenden Fall bereits getroffen worden sei. Der VfGH habe die diesbezüglichen Ausführungen des Bundesverwaltungsgerichts (BVwG) in der vorherigen Instanz implizit bestätigt und kritisierte, dass nach der Entscheidung weiter schützenswerte Daten abrufbar seien.

## Ähnliche geplante Projekte
In Deutschland begründete der Journalist und Autor Constantin Schreiber im Jahr 2021 das Projekt „Moscheepedia“ mit Unterstützung der „Deutschen Toleranzstiftung“, welche jedoch wenige Monate später nicht mehr abrufbar war. Geplant war ein ähnliches Projekt wie die Islam-Landkarte in Österreich, mit einem deutschlandweiten Moscheenverzeichnis. Die Welt berichtete, dass Schreiber damit das Ziel einer „Plattform der Begegnung“ schaffen wolle. Außerdem wolle er mit dem Projekt Wissenslücken schließen. Die CDU forderte 2017 die Einführung eines eigenen „Moscheenregisters“, da es aus ihrer Sicht einen Mangel an Transparenz gebe.